# Chrysophyllum cainito
El caimito (Chrysophyllum cainito) es un árbol tropical de la familia Sapotaceae, originario de las áreas de baja elevación de América Central y del Caribe. Crece rápidamente y puede llegar a una altura de veinte metros.
Tiene varios nombres: cainito, caimito, cayumito, abiaba, estrella y aguaí. También se le conoce por el nombre de achras caimito.

## Nombre y etimología
Palabra de origen taíno caimitu o del maya cab jugo, im teta y vitis resina de árbol.

## Clasificación y descripción

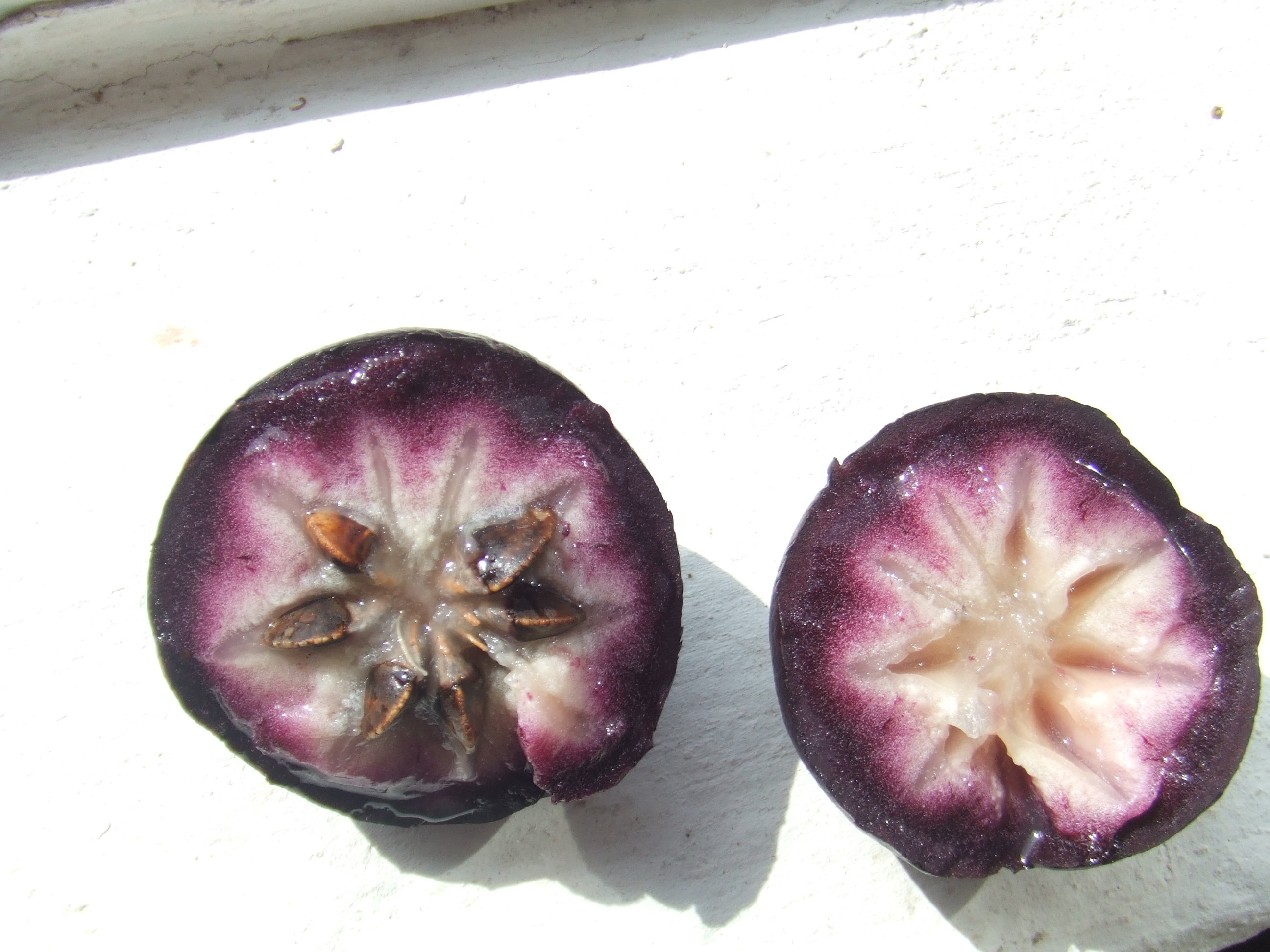
Caimito picado.

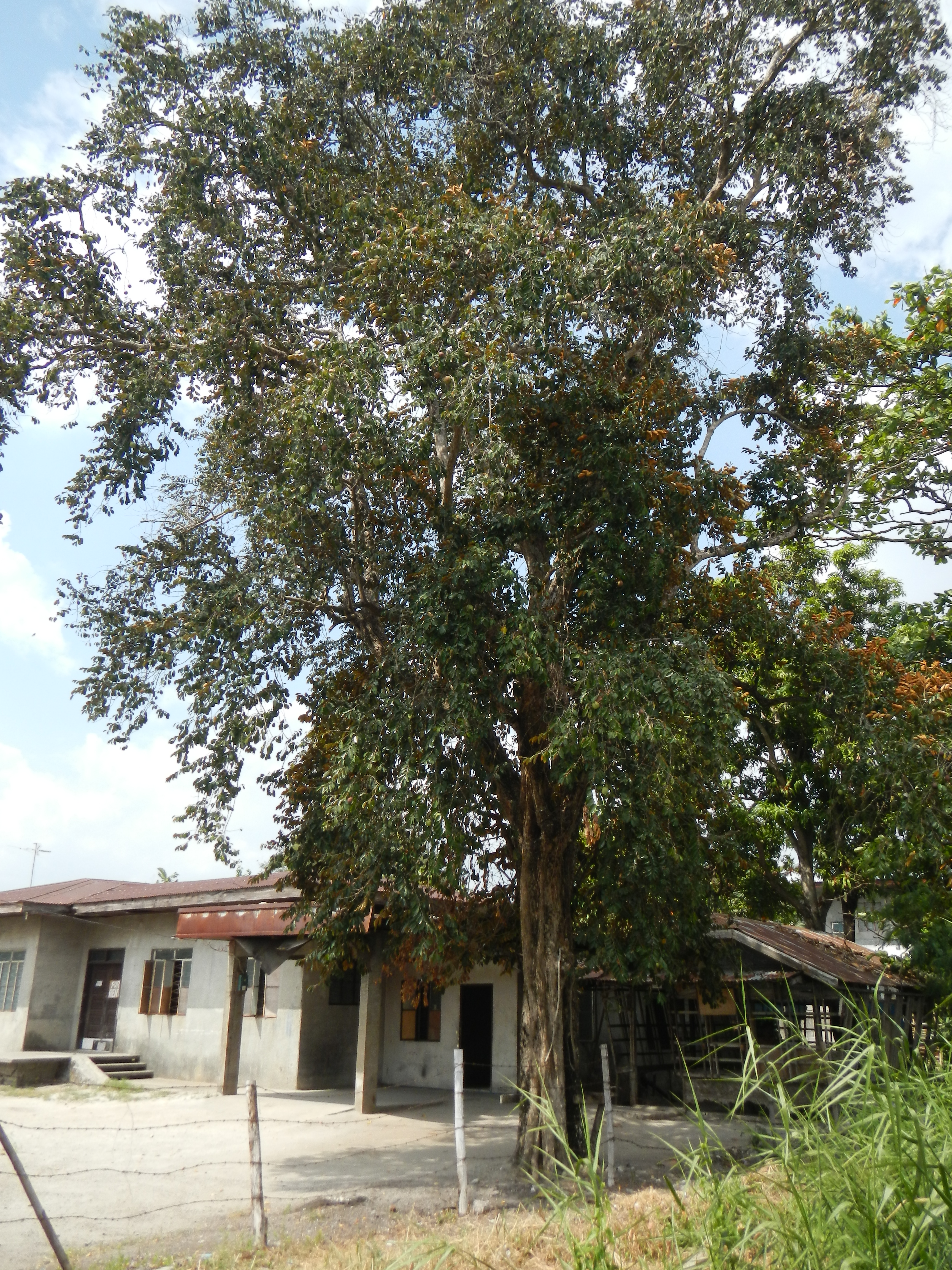
Vista del árbol

Árbol de tamaño mediano, de 10 a 25 m de alto, aunque puede alcanzar los 35 m, tronco de hasta de un 1 m, con fuste acanalado. Corteza café grisáceo y contiene una gran cantidad de látex blanquecino muy pegajoso. Hojas simples, alternas, coriáceas, elípticas, borde entero, el ápice agudo y casi siempre verdes, perennifolias, de color de oro o bronce, alternantes, con forma oval, enteras y miden entre 5 a 15 centímetros. Por su color en la parte anterior, esta hoja se dice es de oro, muy atractiva al mover con el viento debido a que su pilosidad es dorada, de 6 a 15 cm de largo x 3 a 8 cm de ancho. Son verdes brillantes en el haz y marrón dorado en el envés, con pubescencia sedosa dorada, pecioladas. Inflorescencias axilares, con flores crema amarillento dispuestas en fascículos axilares. Fruto tipo baya, de 5-8 cm de diámetro, de color verde claro o morado, globosas a subglobosas, tornándose moradas cuando maduras y generalmente es verde alrededor del sépalo y con un patrón de estrella. La cáscara contiene mucho látex. Ésta no se puede comer. Las semillas son de un color marrón claro y duras. Da fruto todos los años después que el árbol cumpla los siete años. Es autofértil. La pulpa es blancuzca, jugosa, y contiene de 7-10 semillas dispuestas en forma de estrella. De estas semillas, tan solo tres a cinco son viables.
Las frutas son deliciosas como un postre de fruta fresca; es dulce y mejor enfriado. La infusión de las hojas se ha utilizado en la lucha contra la diabetes y el reumatismo articular, también es una fruta afrodisíaca ya que al consumirse seguidamente despierta el apetito sexual. No debe confundirse a esta especie con otra sapotácea que suele recibir nombres populares semejantes y que es conocida científicamente como Pouteria caimito.

## Distribución
El área de origen del caimito es de las Antillas, con la llegada de los europeos esta especie se introdujo al resto del continente Americano, de manera que actualmente se encuentra naturalizado en altitudes medias y bajas desde el suroeste de México hasta Colombia. Se cultiva en Estados Unidos (Florida), Suramérica, Asia y África.
Fue llevada a Brasil en el siglo XIX y ahora se encuentra en huertas domésticas de ese país.

## Ambiente
Crece y se desarrolla en climas secos y húmedos, pero siempre cálidos. Con propósito de producción, se puede plantar desde el nivel del mar hasta una altitud de 1000 m, aunque el árbol crece con normalidad a altitudes superiores, habiéndose encontrado ejemplares a 1200 metros sobre el nivel del mar. Esta especie requiere de temperaturas mínimas de 16 °C en promedio, así como una humedad ambiental alta. Crece y desarrolla en suelos arenosos y arcillosos con buen drenaje, ya que no tolera las inundaciones, como tampoco las heladas.

## Estado de conservación
Es una especie ampliamente distribuida en las áreas tropicales del mundo. Cultivada sobre todo en países de Centroamérica, muy apreciada por sus frutos, sin que hasta el momento exista información relacionada con su mejoramiento genético. De acuerdo a la norma 059, de la Secretaría de Medio Ambiente y Recursos Naturales (SEMARNAT) en México, no se encuentra bajo alguna categoría de riesgo, tampoco a nivel internacional de acuerdo a la Unión Internacional para la Conservación de la Naturaleza (IUCN).

## Taxonomía
Chrysophyllum cainito fue descrita por Carlos Linneo y publicado en Species Plantarum 1: 192, en 1753.